# درانسکه
درانسکه (به آلمانی: Dranske) یک شهر در آلمان است که در فرپومرن-روگن واقع شده‌است. درانسکه ۱٬۳۲۱ نفر جمعیت دارد.